# Karola Nunes
Karola Nunes (Rondonópolis) é cantora, compositora, instrumentista e sonoplasta brasileira.

## Biografia e carreira
Nunes é natural de Rondonópolis e começou sua carreira musical em 2004. Ela é graduada em música pela Universidade Federal de Mato Grosso (UFMT).
Ela atuou em diversos projetos musicais com ritmos diferentes, entre eles samba, reggae, baião e maracatu.
Foi premiada no Festival Velha Joana na categoria "Melhor Trilha de Teatro" pelo espetáculo No Quintal, o Mundo. Também venceu o concurso de Novos Talentos da TV Centro América. Como parte do prêmio pela conquista, lançou seu primeiro EP Já É que foi acompanhado do um videoclipe homônimo.
Em 2019, ela lançou o álbum Somos Som.